# Orri
Pour les articles homonymes, voir Orri (homonymie).

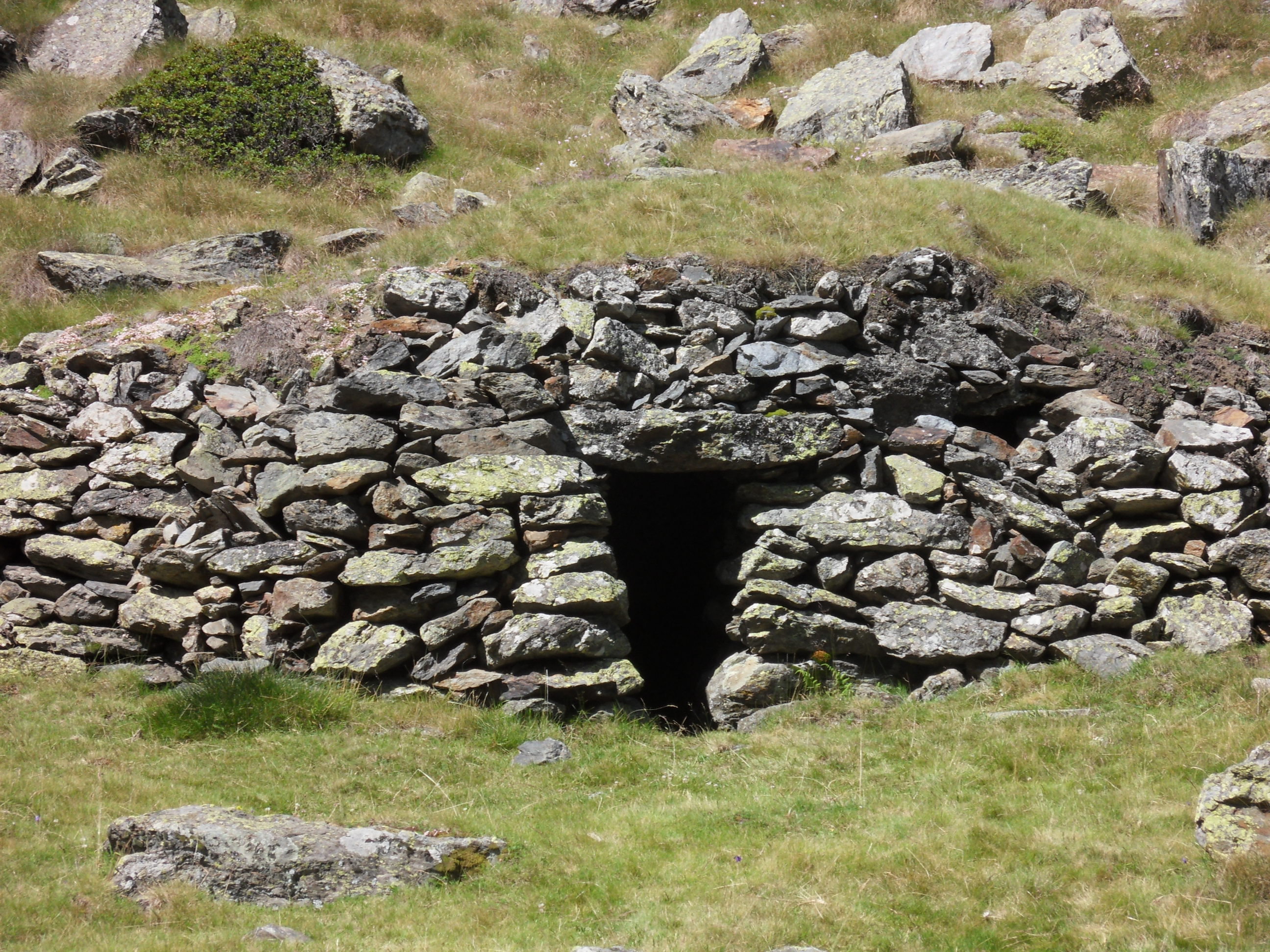
Cabane dʼorri aux Estrets, vallée de Vicdessos, Ariège.

Un orri est une ancienne installation d'estive en haute et moyenne montagne ariégeoise ou catalane, ayant servi à la traite des brebis ou des chèvres et à la fabrication du fromage dʼorri. Elle comprenait généralement un gîte non couvert pour les bêtes, une cabane pour les bergers et une autre pour la fabrication du fromage.

## Origine et évolution du terme
Dans les Pyrénées-Orientales, jusqu’au milieu du XXe siècle le terme catalan orri désignait au sens large un quartier de pâturage pour les ovins et au sens restreint un gîte non couvert, tandis que la cabane des bergers avait pour nom barraca (francisé en barraque, avec deux « r », dans des documents d’archive du XVIIIe siècle, cf « lʼorri avec les barraques qui y sont construites pour la demeure des gardiens »). Le sens d'« enclos fermé par une murette en pierres sèches » où « l'on abrite les jeunes agneaux et les bêtes malades » est donné pour le Roussillon par l'érudit pyrénéen André Péré.

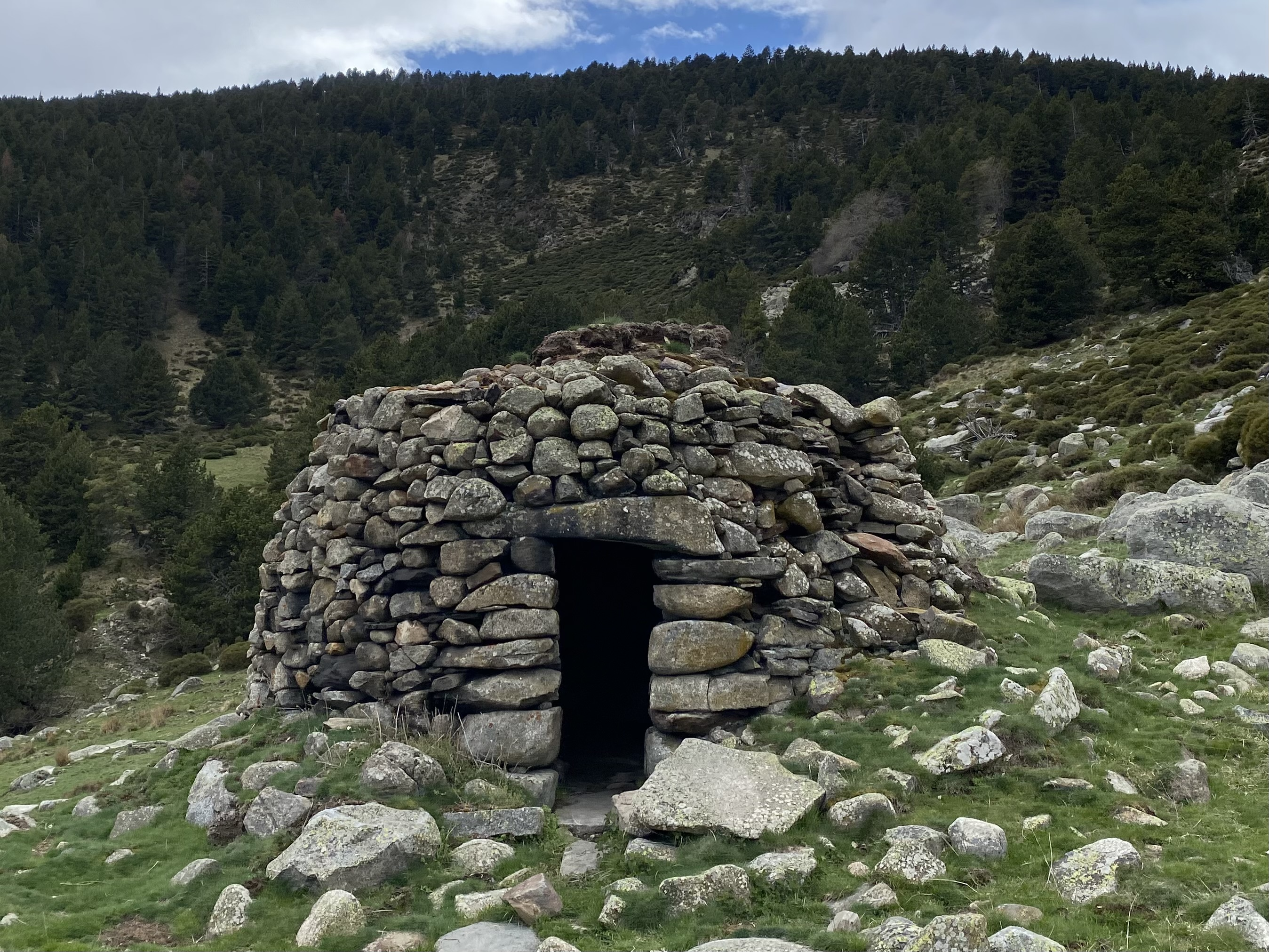
Cabane dorri dans la Réserve naturelle nationale de Nohèdes, Pyrénées-Orientales.

Le vocable orri était employé également dans le haut Vicdessos, région du département voisin l’Ariège, dans le sens de site d’exploitation pastorale dans les estives.
Lʼorri du Roussillon ou du haut Vicdessos était donc l’équivalent de la jaça du haut Couserans, du couyelà de la Bigorre, du cujalà du Béarn et du cayolar du Pays basque, installations d’estive qui comprenaient une ou plusieurs cabanes pour les bergers, une aire ceinte d’un mur de pierre sèche pour la traite ou le repos des brebis et divers édicules pour la fabrication du fromage.
Jean-Jacques Cazaurang rapporte la légende associée à la formation des premières structures de ce type : « La légende veut que le périmètre ait été dessiné par de lointains ancêtres qui, d'un point fixe, ont lancé la hache, outil primordial et souvent unique (le couteau excepté), aux quatre points cardinaux. Les points de chute ont été réunis suivant une ligne plus ou moins droite par une accumulation de pierres prises dans les rochers environnants. On a là une murette de 50 à 60 cm d'embase sur une hauteur qui ne dépasse  quasiment jamais un mètre. C'est donc une barrière symbolique autant qu'un organe de clôture ou de défense. Une boucle irrégulière le plus souvent, de 30 à 60 m de plus grand diamètre, se trouve ainsi marquée. À cette figuration de principe s'ajoute un usage pratique : c'est à l'intérieur de cette limite que le troupeau se regroupe pour passer la nuit ou les jours de grand mauvais temps. »
Pour les bergers pyrénéens du XIXe siècle, fer orri / « faire (l’)orri », c’était s’installer dans les pâturages d’estive pour la traite des brebis et la fabrication du fromage, le formatge dʼorri / « fromage d’orri ».
À la suite d’un contresens portant sur cette expression et contre toute évidence linguistique, on a voulu voir dans le terme orri une réalité architecturale et non plus spatiale : bergerie en pierre sèche dans le Conflent, cabane de berger dans le haut Vicdessos, si bien qu’aujourd’hui barraques et cabanes se retrouvent baptisées orri par le Tourisme. Jean-Jacques Cazaurang notait déjà que « les confusions de termes et les prises du particulier pour le général ne sont pas rares ».

## Mode de vie en Ariège

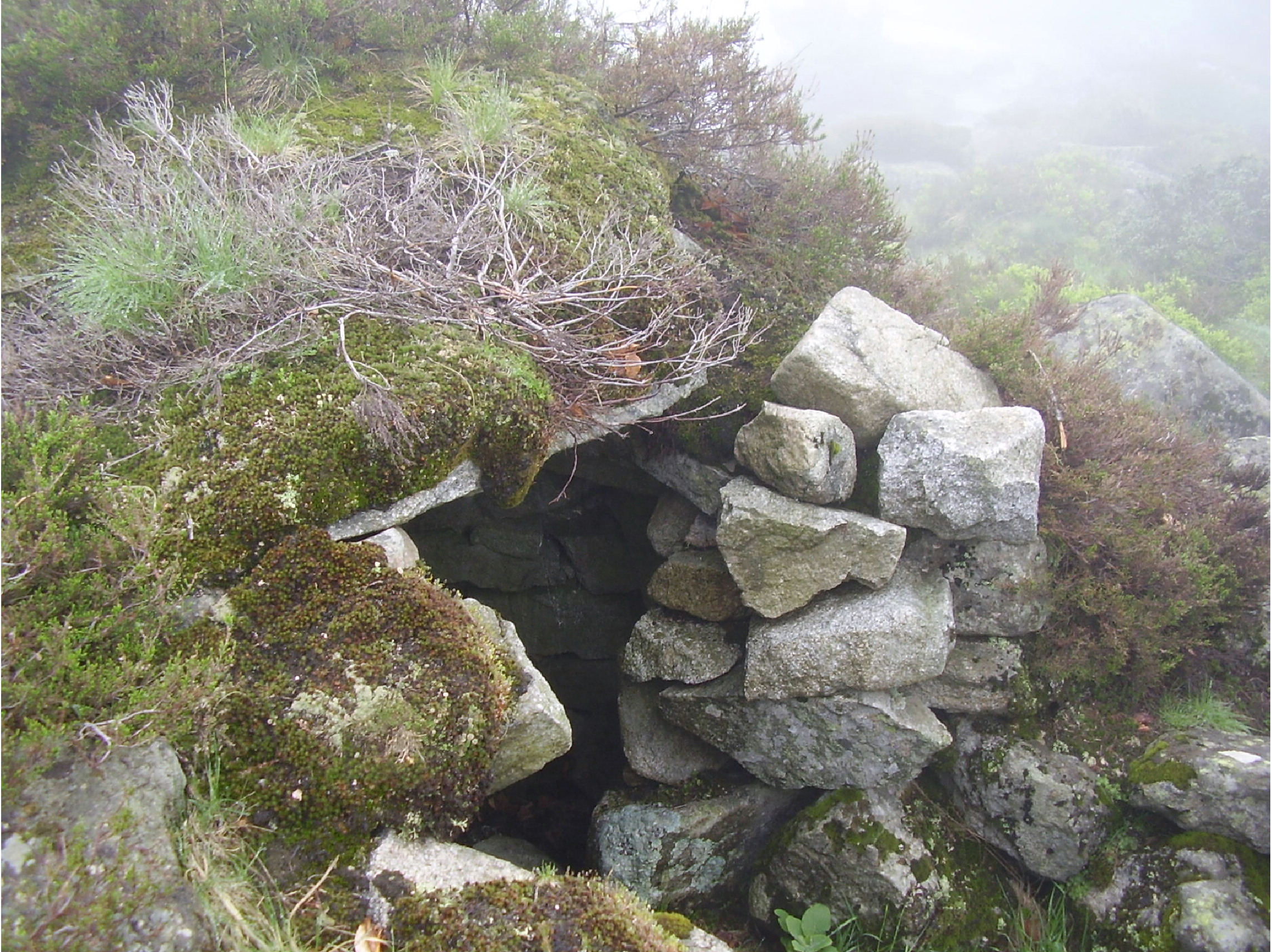
Cabane dorri dans la vallée du Garbettou en Ariège (Pyrénées françaises).

La vie dans les orris ariégeois au XIXe siècle a été décrite par divers auteurs (Joseph Dangerma, Claude Rivals , Jean Besset et al.), en prenant comme exemple le haut Vicdessos en pays de Foix.
Pendant qu'une partie de la famille s'activait dans les vallées aux travaux des champs et des prés, un ou deux membres « montaient à lʼ orri », c'est-à-dire aux estives, pour y surveiller les bêtes, ovins ou bovins. Lʼorri englobait tout un ensemble de petits bâtiments ou dispositifs : la cabane des bergers, le masuc, le cabanat, la marga, le parec,.
La cabane des bergers était un édifice voûté par encorbellement, de 3,50 m de long sur 2,50 m de large en moyenne et d'au moins 2 m de haut, recouvert d'une bonne épaisseur de terre engazonnée ou girbage et doté d'un long couloir d'entrée servant de sas, avec pour toute cheminée, un trou dans la paroi. Pas de table, les genoux en tenant lieu. Comme sièges, un quartier de roc ou un banquet en bois. Un bat-flanc en lauses, ou jas, recouvert de paille, de bruyère ou de genêt, pour tout lit. Un coffre pour les provisions. Des finestroles, ou niches, pour le rangement des menus objets. Dans un coin, les ustensiles pour la fabrication du fromage. À côté de l'entrée, la niche du chien affecté à la garde comme à la défense.
Le masuc, formé d'un conduit menant à une salle souterraine haute en moyenne de 1,20 m, n'était rien d'autre qu'une cave où, sur des étagères, mûrissaient les fromages. Il était parfois intégré à la cabane des bergers. Son lieu d'implantation, son orientation et son matériau étaient choisis avec soin. Le cabanat était un grand abri pour les bêtes malades ou prêtes à mettre bas ou encore pour l'âne. Le parec, ou parré, était un enclos de murs en pierre sèche servant à protéger les bêtes des loups la nuit ou à les rassembler en vue des soins ou de la traite. Une marga, ou margue, couloir plus ou moins long, d'un mètre de largeur environ, servait à serrer les brebis en vue de la traite, facilitant ainsi la tâche du trayeur qui se tenait à l'extrémité la plus étroite et la plus fraîche, souvent à l'ombre d'un rocher. La margue était parfois semi-souterraine, voire souterraine, et se terminait alors dans le cabanat. À ces cinq bâtiments fondamentaux s'ajoutaient :
- La soue, pen ou parson del porc, où l'on enfermait chaque soir les cochons, nourris avec le petit lait ;
- Les poulaillers, abris rudimentaires intégrés aux murs des bâtiments et munis de perchoirs ;
- Le canal d'amenée d'eau, besau ou canaleta, conduisant l'eau à l’orri[5].

La construction de tous ces ouvrages nécessitait l'emploi de divers outils : bêche, barre à mine, levier, masse, chèvre ou palan. Certains bergers, les peïriés, étaient même spécialisés dans la construction des orris. Les pierres étaient prélevées dans les éboulis proches.
Le partage des estives, la distribution spatiale des orris relevaient d'ententes tacites. Il existait des groupements de plusieurs orris appartenant à diverses familles. Aujourd'hui, les bergers « ne font plus lʼorri » et les sites d'estive sont à l'abandon depuis 1965.